# Charlotte Gilmartin
Charlotte Gilmartin (Redditch, 7 marzo 1990) è una pattinatrice di short track britannica.

## Palmarès

### Europei
- 6 medaglie:
  - 2 ori (staffetta a Ventspils 2008; 3000 m a Soči 2016);
  - 2 argenti (staffetta a Dresda 2014; classifica generale a Soči 2016);
  - 2 bronzi (1500 m a Malmö 2013; 500m a Torino 2017).